# 東京的地下鐵系統
地下鐵（地鐵）是日本首都東京重要的大眾運輸系統，東京的地下鐵系統也是世界上最繁忙的城市軌道交通系統之一。因為歷史原因有多家業者同時經營，故所謂東京的地下鐵主要有下列3種定義，但大多是指定義1：
1. 東京地下鐵株式會社與東京都交通局經營的地鐵路線，分別稱為东京Metro地铁（東京メトロ）與都營地鐵（都営地下鉄）。
2. 除了定義1中，由原運輸省的都市交通審議會（今國土交通省屬下的交通政策審議會（日语：交通政策審議会））制定的都市高速鐵道計畫給予「東京○號線」編號的路線之外，再加上與其連通的地下化鐵路路線。
3. 除了定義1、2之外，所有在東京都區部的鐵路路線之地下區間。

## 概要
東京是全亞洲最早有地鐵路線的城市，最早營運的路線——銀座線上野－淺草段在1927年12月通車。目前共有13條路線（東京地下鐵共9線、都營地鐵共4線），285個車站（東京地下鐵共179個、都營地鐵共106個，當中多線共用的車站重複計算），路線總長304.1公里（東京地下鐵共195.1公里、都營地鐵共109公里；不含直通運行路段）。2018年，两社的合计日均客运量为1040万人次，是美國最繁忙的紐約地鐵（2018年日均客流为460.3万人次）的两倍有余。
東京的地下鐵路線大部分位於東京都區部內，但當中有10條與JR線及其他私鐵路線直通運行，使得整體服務範圍擴及整個首都圈，以東京都為中心涵蓋至神奈川縣、埼玉縣、千葉縣與茨城縣。
東京的每一條地下鐵路線，皆與環狀運行的山手線鐵路上之車站交會，其中包括幾個JR、私鐵與地下鐵路線共同匯集的大型轉運車站（像是池袋站、新宿站與澀谷站），增加了轉乘上的可選擇性。不過有時轉乘所需步行的距離略長，而且部分車站構造如迷宮般複雜。
值得一提的是，東京地下鐵的英文名称是「Tokyo Metro」，都營地下鐵的是「Toei Subway」，由以上两者构成的东京的地铁系统英文名则是「Tokyo Subway」，读者需做区分。

## 沿革

東京的地鐵網絡之變遷（不包括非地下鐵路線，2008年製作）

- 1915年：在東京站地下行車，只供郵便貨物專用列車使用的地鐵開業。但由於此路線並非運載乘客，故一般不被當作是首條路線。
- 1927年：銀座線淺草－上野段（長2.2公里）開業，成為亞洲首條地鐵路線。當時由東京地下鐵道營運。
- 1938年：東京高速鐵道（日语：東京高速鉄道）開設來往青山六丁目（即現在的表參道）和虎之門的地鐵路線。同年日本政府公佈《陸上交通事業調整法（日语：陸上交通事業調整法）》。
- 1939年：
  - 東京高速鐵道的虎之門－新橋段地鐵於9月16日開業，直接連通東京地下鐵道的銀座線路段。同日兩家公司的路線開始相互直通運行。
  - 東京地下鐵道與東京高速鐵道合併。
- 1941年：日本政府成立帝都高速度交通營團，並於當年7月4日全面接管銀座線。
- 1954年：丸之內線池袋－御茶之水段開業，是日本戰後首條開業的地鐵路線。
- 1958年：都市交通審議會於當年8月批准東京都政府（東京都交通局）出資興建地鐵路線，並容許這些路線和其他近郊路線相互直通運行。
- 1960年：淺草線押上－淺草橋段開業，是東京都交通局首條地鐵路線。淺草線自開業當天起與其他近郊私鐵路線相互直通運行，也是公營鐵路首次與私營鐵路相互直通運行。
- 1968年：連接京濱急行電鐵的淺草線連通線（品川－泉岳寺段）開業，並與京濱急行電鐵相互直通運行。
- 1969年：東西線全線通車，是日本第一條跨縣地鐵，也是第一條有過站不停列車的東京地下鐵路線。
- 1995年：奧姆真理教發動東京地鐵沙林毒氣事件，營團地下鐵的丸之內線、日比谷線、千代田線及三條路線交會的霞關站遭受攻擊。事件造成12人死亡，5,510人重傷和輕傷，並使上述路線當天停駛。
- 2004年：帝都高速度交通營團實施公司化，改組為東京地下鐵（東京Metro）。
- 2008年：副都心線開業，成為東京地下鐵成立後首條開業路線。
- 2020年：日比谷线虎之门之丘站开业。

## 路線列表

東京地下鐵與都營地鐵營運路線圖

| 路線顏色 | 記號 | 路線編號 | 中文線名 | 日文線名               | 營運業者   | 起點               | 終點               | 距離（公里）              | 車站數量             | 通車日期       |
| --- | ---- | -------- | -------- | ---------------------- | ---------- | ------------------ | ------------------ | ------------------------- | -------------------- | -------------- |
| 橙色 | G    | 3號線    | 銀座線   |                        | 東京地下鐵 | 淺草（G-19）       | 澀谷（G-01）       | 14.3                      | 19                   | 1927年12月30日 |
| 紅色 | M    | 4號線    | 丸之內線 |                        | 東京地下鐵 | 本線：池袋（M-25） | 荻窪（M-01）       | 24.2                      | 25（主線）           | 1954年1月20日  |
| 紅色 | m    | 4號線    | 丸之內線 | 支線：中野坂上（M-06） | 東京地下鐵 | 方南町（Mb-03）    | 3.2                | 3（支線）                 |                      | 1954年1月20日  |
| 銀色 | H    | 2號線    | 日比谷線 |                        | 東京地下鐵 | 北千住（H-22）     | 中目黑（H-01）     | 20.3                      | 22                   | 1961年3月28日  |
| 天藍色 | T    | 5號線    | 東西線   |                        | 東京地下鐵 | 中野（T-01）       | 西船橋（T-23）     | 30.8                      | 23                   | 1964年12月23日 |
| 綠色 | C    | 9號線    | 千代田線 |                        | 東京地下鐵 | 本線：綾瀨（C-19） | 代代木上原（C-01） | 21.9                      | 19（主線）           | 1969年12月20日 |
| 綠色 | C    | 9號線    | 千代田線 | 支線：綾瀨（C-19）     | 東京地下鐵 | 北綾瀨（C-20）     | 2.1                | 1（支線）                 |                      | 1969年12月20日 |
| 金色 | Y    | 8號線    | 有樂町線 |                        | 東京地下鐵 | 和光市（Y-01）     | 新木場（Y-24）     | 28.3                      | 24                   | 1974年10月30日 |
| 紫色 | Z    | 11號線   | 半藏門線 |                        | 東京地下鐵 | 澀谷（Z-01）       | 押上（Z-14）       | 16.8                      | 14                   | 1978年8月1日   |
| 水藍色 | N    | 7號線    | 南北線   |                        | 東京地下鐵 | 目黑（N-01）       | 赤羽岩淵（N-19）   | 21.3                      | 19                   | 1991年11月29日 |
| 棕色 | F    | 13號線   | 副都心線 |                        | 東京地下鐵 | 和光市（F-01）     | 澀谷（F-16）       | 11.9                      | 11（小竹向原－澀谷） | 2008年6月14日  |
| 玫瑰紅色 | A    | 1號線    | 淺草線   |                        | 都營地鐵   | 西馬込（A-01）     | 押上（A-20）       | 18.3                      | 20                   | 1960年12月4日  |
| 藍色 | I    | 6號線    | 三田線   |                        | 都營地鐵   | 目黑（I-01）       | 西高島平（I-27）A  | 26.5                      | 27                   | 1968年12月27日 |
| 葉綠色 | S    | 10號線   | 新宿線   |                        | 都營地鐵   | 新宿（S-01）       | 本八幡（S-21）     | 23.5                      | 21                   | 1978年12月21日 |
| 洋紅色 | E    | 12號線   | 大江戶線 |                        | 都營地鐵   | 新宿西口（E-01）   | 光丘（E-38）       | 放射部：12.9 環狀部：27.8 | 38                   | 1991年12月10日 |
| A 三田線目黑（I-01）－白金高輪（I-03）段，東京都交通局為第二種鐵道事業者，而東京地下鐵则為第一種鐵道事業者。 |      |          |          |                        |            |                    |                    |                           |                      |                |

- 和光市－小竹向原段是有樂町線和副都心線共用路段。而副都心線的營業路段長度只計算小竹向原－澀谷段，並不包括共用路段。
- 副都心線小竹向原－池袋段早於1994年以有樂町線新線名義開業，而副都心線池袋站當時稱為新線池袋站，以避免混亂。

### 其它线路
除了東京地下鐵與都營地下鐵的路線之外，部分私鐵業者的路線也被編入都市交通審議會的都市高速鐵道路網中，即引言「定義2」所指的路線。這些路線均與東京地下鐵或都營地下鐵直通運行。
需要注意的是，下表收錄的路線為日本地下鐵協會的「地下鐵營業路線狀況PDF」表內「地下鐵營業里程」收錄的區間，不含都市交通審議會的路線標記中，以地上為主的直通運行區間。例如東葉高速鐵道東葉高速線作為東京地下鐵東西線的延伸而被編入「東京5號線」，但因路線大部分均在地面上運行，而不在該表的收錄範圍內。
| 路線編號 | 業者名       | 路線名             | 區間                | 長度   | 備考                                        |
| -------- | ------------ | ------------------ | ------------------- | ------ | ------------------------------------------- |
| 1號線    | 京濱急行電鐵 | 本線               | 品川 - 泉岳寺       | 1.2km  | 鐵道要覽記為「本線（品川 - 浦賀間）之支線」 |
| 7號線    | 埼玉高速鐵道 | 埼玉高速鐵道線     | 赤羽岩淵 - 浦和美園 | 14.6km | 起點之外的路線多在埼玉縣內                  |
| 8號線    | 西武鐵道     | 西武有樂町線       | 練馬 - 小竹向原     | 2.6km  |                                             |
| 10號線   | 京王電鐵     | 京王線（京王新線） | （新線）新宿 - 笹塚 | 3.6km  | 鐵道要覽記為「京王線之複複線區間的一部分」  |
| 11號線   | 東急電鐵     | 田園都市線         | 澀谷 - 二子玉川     | 9.4km  | 舊「新玉川線」區間                          |

## 與其他業者間的直通運轉

### 東京地下鐵
- 日比谷線
  - 東武伊勢崎線、日光線（北千住站－南栗橋站）
- 東西線
  - JR東日本中央線（中野站－三鷹站）
  - JR東日本總武線（西船橋站－津田沼站）
  - 東葉高速鐵道東葉高速線（西船橋站－東葉勝田台站）
- 千代田線
  - JR東日本常磐線（綾瀨站－取手站）
  - 小田急小田原線、多摩線（代代木上原站－伊势原站、唐木田站）
- 有樂町線
  - 東武東上線（和光市站－森林公園站）
  - 西武有樂町線、池袋線（小竹向原站－練馬站－飯能站）
- 半藏門線
  - 東急田園都市線（澀谷站－中央林間站）
  - 東武伊勢崎線、日光線（押上站－久喜站、南栗橋站）
- 南北線
  - 東急目黑線（目黑站－日吉站）
  - 埼玉高速鐵道埼玉高速鐵道線（赤羽岩淵站－浦和美園站）
- 副都心線
  - 東武東上線（和光市站－森林公園站）
  - 西武有樂町線、池袋線（小竹向原站－練馬站－飯能站）
  - 東急東橫線、橫濱高速鐵道港未來線（澀谷站－橫濱站－元町·中华街站）

### 都營地鐵
- 淺草線
  - 京急本線、空港線、久里濱線（泉岳寺站－羽田機場第1、第2航站樓站、三崎口站）
  - 京成押上线、京成本线、東成田線、芝山鐵道線（押上站－京成成田站－成田機場站、芝山千代田站）
  - 京成押上线、京成本线、北總鐵道北總線、京成成田機場線（押上站－印旛日本医大站－成田機場站）
- 三田線
  - 東急目黑線、东横线（目黑站－日吉站）
- 新宿線
  - 京王電鐵京王新線、相模原線、高尾線（新宿站（新线新宿站－京王八王子站、橋本站、高尾山口站）

## 使用車輛
| \| 型號 \| 營運路線 \| \| ------- \| ---------------------- \| \| 1000系 \| 銀座線 \| \| 02系 \| 丸之內線 \| \| 2000系 \| 丸之內線 \| \| 13000系 \| 日比谷線 \| \| 05系 \| 東西線 \| \| 07系 \| 東西線 \| \| 15000系 \| 東西線 \| \| 16000系 \| \| \| 05系 \| 千代田線（北綾瀨支線） \| \| 16000系 \| 千代田線（北綾瀨支線） \| \| 7000系 \| 有樂町線、副都心線 \| \| 10000系 \| 有樂町線、副都心線 \| \| 17000系 \| 有樂町線、副都心線 \| \| 8000系 \| 半藏門線 \| \| 08系 \| 半藏門線 \| \| 18000系 \| 半藏門線 \| \| 9000系 \| 南北線 \| | - 淺草線 - 5300型 - 5500型 - 三田線 - 6300型 - 新宿線 - 10-000型 - 10-300型、10-300R型 - 大江戶線 - 12-000型 - 12-600型 |
| 型號 | 營運路線 |
| 1000系 | 銀座線 |
| 02系 | 丸之內線 |
| 2000系 | 丸之內線 |
| 13000系 | 日比谷線 |
| 05系 | 東西線 |
| 07系 | 東西線 |
| 15000系 | 東西線 |
| 16000系 | |
| 05系 | 千代田線（北綾瀨支線）                                                                                                  |
| 16000系 | 千代田線（北綾瀨支線）                                                                                                  |
| 7000系 | 有樂町線、副都心線 |
| 10000系 | 有樂町線、副都心線 |
| 17000系 | 有樂町線、副都心線 |
| 8000系 | 半藏門線 |
| 08系 | 半藏門線 |
| 18000系 | 半藏門線 |
| 9000系 | 南北線 |

## 首都圈的其他地鐵
- 橫濱市營地下鐵（藍線、綠線）
- 橫濱高速鐵道（港未來線）
- 埼玉高速鐵道（埼玉高速鐵道線）…和南北線同屬計劃中的東京地下鐵7號線的部分
- 東京臨海高速鐵道（臨海線）

除此以外，東京的地下铁路路段還包括總武快速線、橫須賀線（錦糸町－品川）、京葉線（東京－潮見）、筑波快線、田園都市線（11號線的一部分，澀谷－二子玉川）、京王新線（10號線的一部分）、西武有樂町線（8號線的一部分）等。但由於地下路段所佔比重等理由，一般來說這些路段均不被當作「地下鐵」。

### 引用
1. 1 2   (PDF). 関東交通広告協議会. 2019年10月  [2020-05-18]. （原始内容存档 (PDF)于2021-02-15）.
2. ↑  . www.tokyometro.jp.   [2022-01-06]. （原始内容存档于2022-01-06）.
3. ↑  . 可以經濟實惠地乘坐東京Metro地鐵/都營地鐵的Tokyo Subway ticket.   [2022-01-06]. （原始内容存档于2022-01-06） （契维语）.
4. ↑  東京地鐵公司摘要 http://www.tokyometro.jp/global/en/about/outline.html （页面存档备份，存于）
5. ↑  都營地鐵服務概要 http://www.kotsu.metro.tokyo.jp/information/service/subway.html （页面存档备份，存于）
6. ↑  . Metropolitan Transportation Authority.   [2020-05-18]. （原始内容存档于2014-09-12）.
7. ↑  亦有指為紅寶石色。

## 外部連結
- 東京地下鐵 （页面存档备份，存于）（日語）（英文）（简体中文）（繁體中文）
- 都營地下鐵 （页面存档备份，存于）（日語）（英文）（繁體中文）（简体中文）